# Кудрявцев, Валерий Александрович
Вале́рий Алекса́ндрович Кудря́вцев (6 мая 1941, Шенкурск, Архангельская область, РСФСР, СССР — 31 мая 2000, близ Емецка, Архангельская область, Российская Федерация) — советский и российский медик, специализирующийся в сфере педиатрии и детской хирургии. Кандидат медицинских наук, профессор, основатель и первый декан Педиатрического факультета Архангельского государственного медицинского института, а также его первый демократически избранный ректор (1988—1993).
Автор свыше 120 научных работ по проблемам детской хирургии, онкологии и урологии; высшего медицинского образования.

## Биография
В 1958 году окончил среднюю школу Шенкурска с серебряной медалью. Поступил в Архангельский государственный медицинский институт (АГМИ), который окончил в 1964 году. Будучи студентом, работал в институте лаборантом. Специализировался в общей хирургии, работал хирургом Шенкурской районной больницы до 1967 года.
В 1967 году поступил в ординатуру кафедры детской хирургии Ленинградского педиатрического медицинского института, по окончании которой работал врачом-ординатором Архангельской городской клинической больницы № 1. С 1971 по 1978 год руководил больницей в качестве главного врача. Одновременно с 1971 года и  до самой смерти был главным внештатным детским хирургом Архангельской области.
Кандидатскую диссертацию по теме «Закрытые повреждения селезенки у детей» защитил в 1971 году под руководством Г.А. Баирова. Преподавал в АГМИ с 1973 года. В 1982 году назначен заведующим кафедры детской хирургии АГМИ. В 1984 году удостоен учёного звания доцента, в 1991 — утверждён в звании профессора. В 2000 году подготовил учебник «Детская хирургия в лекциях», который впоследствии был удостоен Премии имени М. В. Ломоносова Правительства Архангельской области.
Погиб 31 мая 2000 года в автокатастрофе. Похоронен в Шенкурске.

## Память
В Шенкурске именем учёного названа улица, на которой стоит его дом (установлена мемориальная доска). Также в его родном городе проводятся ежегодные Кудрявцевские чтения и учреждена медаль имени профессора за заслуги в области здравоохранения.
В архангельском Северном государственном медицинском университете есть аудитория имени профессора Кудрявцева.

## Награды
- Заслуженный врач Российской Федерации (1995)[5]
- Почетный гражданин города Архангельска (1997)[6]
- Почетный гражданин города Шенкурска (1997)[7]

## Ссылка
- Валерий Александрович Кудрявцев // Архангельский некрополь
- 80 лучших людей Архангельской области: Валерий Кудрявцев // ДвинаИнформ